# Горст-антиклиналь
Горст-антиклиналь — антиклиналь, хотя бы одно из опущенных крыльев которой расположено по сбросу, так что центральная часть складки поднята подобно горсту. Горст-антиклинали встречаются в молодых платформах.